# 布爾姜區

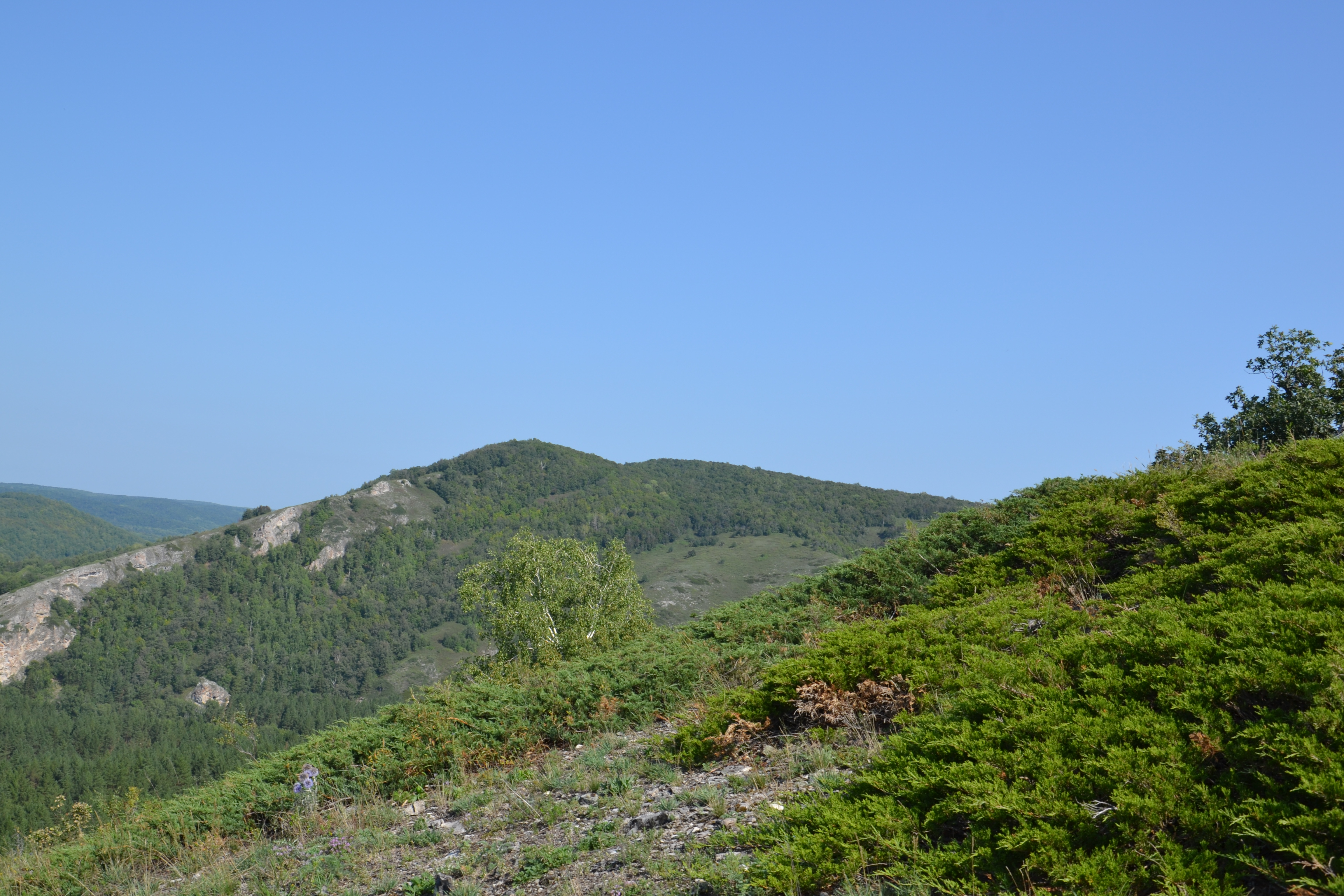

53°06′N 57°26′E / 53.100°N 57.433°E
布爾姜區（俄语：Бурзянский район），是俄羅斯的一個區，位於該國西南部，由巴什科爾托斯坦共和國負責管轄，始建於1930年8月20日，面積4,444平方公里，2010年人口16,698，人口密度每平方公里3.76人。